# Química marina
La química marina és la disciplina que, emprant els coneixements i metodologia propis de la química, estudia les concentracions, reaccions i comportament dels diversos elements i compostos en l'aigua de mar així com la seva participació en els processos que configuren els cicles biogeoquímics. També és objecte d'aquesta disciplina el bescanvi de matèria entre l'oceà i l'atmosfera, entre l'aigua i els fons oceànics i entre l'oceà i la terra ferma. La Química Marina també és denominada Oceanografia química tot i que existeix un lleuger matís entre ambdues denominacions que té a veure amb l'estratègia de treball i el caràcter multidisciplinari de l'oceanografia química.